# Финлейсон, Тельма
Тельма Финлейсон (англ. Thelma Finlayson, 29 июня 1914 — 15 сентября 2016) — канадский энтомолог. Финлейсон была одной из первых женщин, работавших в исследовательском отделе федерального правительства, и была первым профессором Университета Саймона Фрейзера (УСФ), до своего выхода на пенсию в 1979 году.

## Биография
Тельма Грин родилась 29 июня 1914 года. В 1932 году получила степень бакалавра искусств по биологии в Торонтском университете. Позже, в 1971 году, она получила аттестацию по таксономии и биологическому контролю, а в 1996 году — степень магистра права в Университете Саймона Фрейзера.
После окончания школы Тельма Грин пыталась получить работу в паразитологической лаборатории «Доминион», однако получила отказ из-за того, что была женщиной. В конце концов Грин убедила руководителей лаборатории передумать, и стала одной из первых женщин-учёных, вошедших в данную исследовательскую область на федеральном уровне. Сначала она работала там как волонтёр и не получала зарплаты, позже начала зарабатывать 50 долларов в месяц, работая в том числе в выходные и праздничные дни. Работа Тельмы в лаборатории была непродолжительной, поскольку она вышла замуж за коллегу-энтомолога Роя Финлейсона, и её попросили уволиться. Это было в то самое время, когда окончилась Вторая мировая война, и женщины уже не настолько рассматривались в качестве рабочей силы. Поскольку её муж был хронически больным и не работал, она отказалась оставить работу и создала прецедент по правам человека для Федеральной государственной службы о её праве на труд. В 1964 году её повысили до научного сотрудника.
Финлейсон работала в «Доминионе» до 1967 года, когда переехала в Ванкувер, что в Британской Колумбии. Она стала первой женщиной-преподавателем Университета Саймона Фрейзера на кафедре биологических наук. Работая в Университете, она помогла основать Центр борьбы с вредителями; впоследствии два вида насекомых были названы в её честь: дубовая моль (лат. Anisota finlaysoni) и оса (лат. Mesopolobus finlaysoni). Финлейсон была ассистенткой и куратором энтомологии, в 1976 году она была повышена до профессора. Она также была директором и президентом Энтомологического общества Британской Колумбии. После выхода на пенсию она стала первым заслуженным профессором Университета Саймона Фрейзера.
Несмотря на пенсию, Финлейсон продолжала сотрудничать с Университетом Фрейзера. В 1983 году она была назначена специальным советником в Академическом консультативном центре Университета. Этот пост она занимала до 2012 года. Она также основала кафедру Финлейсон по биологическому контролю. В 2005 году Финлейсон получила орден Канады. Через 2 года после этого, в 2007 году, она получила награду от Мирового христианского объединения молодых женщин (англ. YWCA Women of Distinction). В 2010 году Тельма Финлейсон стала лауреатом Канцлерской премии за усердный труд. В 2012 году Университет Саймона Фрейзера почтил Финлейсон, назвав новый студенческий центр в её честь. В следующем году она была избрана членом Энтомологического общества Онтарио.
Финлейсон умерла 15 сентября 2016 года.